# Caso Blue Origin contra Estados Unidos y Space Exploration Technologies Corp.
El 13 de agosto de 2021, la empresa Blue Origin presentó una queja ante el Tribunal de Reclamaciones Federales de los Estados Unidos sobre la adjudicación de 2.900 millones de dólares estadounidenses que hizo la NASA a SpaceX. La adjudicación está destinada para que la compañía desarrolle su programa Starship HLS, un módulo de aterrizaje lunar seleccionado para el programa Artemisa. El 4 de noviembre de 2021, el Tribunal de Reclamaciones Federales desestimó la denuncia, y el memorandum opinion adjunto fue titulado como Blue Origin v. United States & Space Exploration Technologies Corp. (en español: Caso Blue Origin contra Estados Unidos y Space Exploration Technologies Corp.) Las acciones anteriores de Blue Origin y la denuncia han acaparado una amplia atención de los medios de comunicación y en la industria de vuelos espaciales.

## Antecedentes
En diciembre de 2018, la NASA anunció que estaba buscando propuestas de módulo de aterrizaje lunar en el marco del programa Artemis, el cual se publica en el Apéndice E de su programa NeXTSTEP-2. Las compañías SpaceX, Blue Origin y Dynetics fueron elegidas, en abril de 2020, para desarrollar conceptualmente modelos de vehículos de aterrizaje tripulado, para lo cual recibieron contratos a precio fijo por alrededor de 967 millones de dólares, dándoles un período de 10 meses. NASA supervisó los trabajos y ayudó a la materialización de esos modelos. SpaceX presentó un diseño de vehículo muy similar a la Starship modificado para aterrizar; Blue Origin diseño un vehículo de tres fases (descenso, transferencia y ascenso); y, Dynetics presentó un vehículo de solo una fase para ascender y descender por sí mismo. En abril de 2021, la NASA anunció que había decidido seleccionar el diseño de SpaceX, incluyendo un contrato con un precio fijo y un valor de unos 2.900 millones de dólares. 

## Proceso

### Oficina de Responsabilidad del Gobierno
El 26 de abril de 2021, luego de conocerse la decisión de la NASA al elegir el modelo de vehículo de SpaceX, tanto Blue Origin como Dynetics presentaron protestas formales ante la Government Accountability Office (conocida por sus siglas en inglés: GAO; en español: Oficina de Responsabilidad del Gobierno). Las protestas se basaron en que aseguraban que la evaluación de NASA había sido imprecisa y había perjudicado a las dos compañías. Además existía un compromiso inicial de NASA de contratar al menos a 2 compañías para aprovechar la competitividad, por lo que al contratar solo a SpaceX estarían abandonando las normas previas. NASA por su parte ya había declarado que la decisión de elegir solo a una compañía se debía a problemas presupuestarios, los cuales difícilmente alcanzarían para una sola compañía. Blue Origin protestó también porque al no haberse publicado sobre la situación financiera, hubiesen presentado una propuesta de vehículo más rentable.
Tras la interposiciones de las protestas, NASA anunció que pausaría el contrato que tenía adjudicado a SpaceX hasta que se hallan resuelto el asunto con Blue Origin y Dynetics.
El 30 de julio de ese mismo año, la GAO -mediante una publicación- negó la protesta de Jeff Bezos en nombre de Blue Origin y Dynetics, confirmando que la NASA no violó ninguna ley o regulación al momento de realizar un solo contrato.

### Tribunal de Reclamaciones Federales
El 13 de agosto de 2021, Blue Origin presentó una denuncia ante el Tribunal de Reclamaciones Federales contra la NASA en nombre de SpaceX.

## Prominencia
Según Eric Berger de Ars Technica, la mayoría de los empleados de la industria espacial y de Blue Origin fueron negativos a la denuncia de la empresa y las acciones relacionadas.